# 6422 Akagi
6422 Akagi (1994 CD1) là một tiểu hành tinh vành đai chính được phát hiện ngày 7 tháng 2 năm 1994 bởi T. Kobayashi ở Oizumi.